# Klaus-Jürgen Rattay

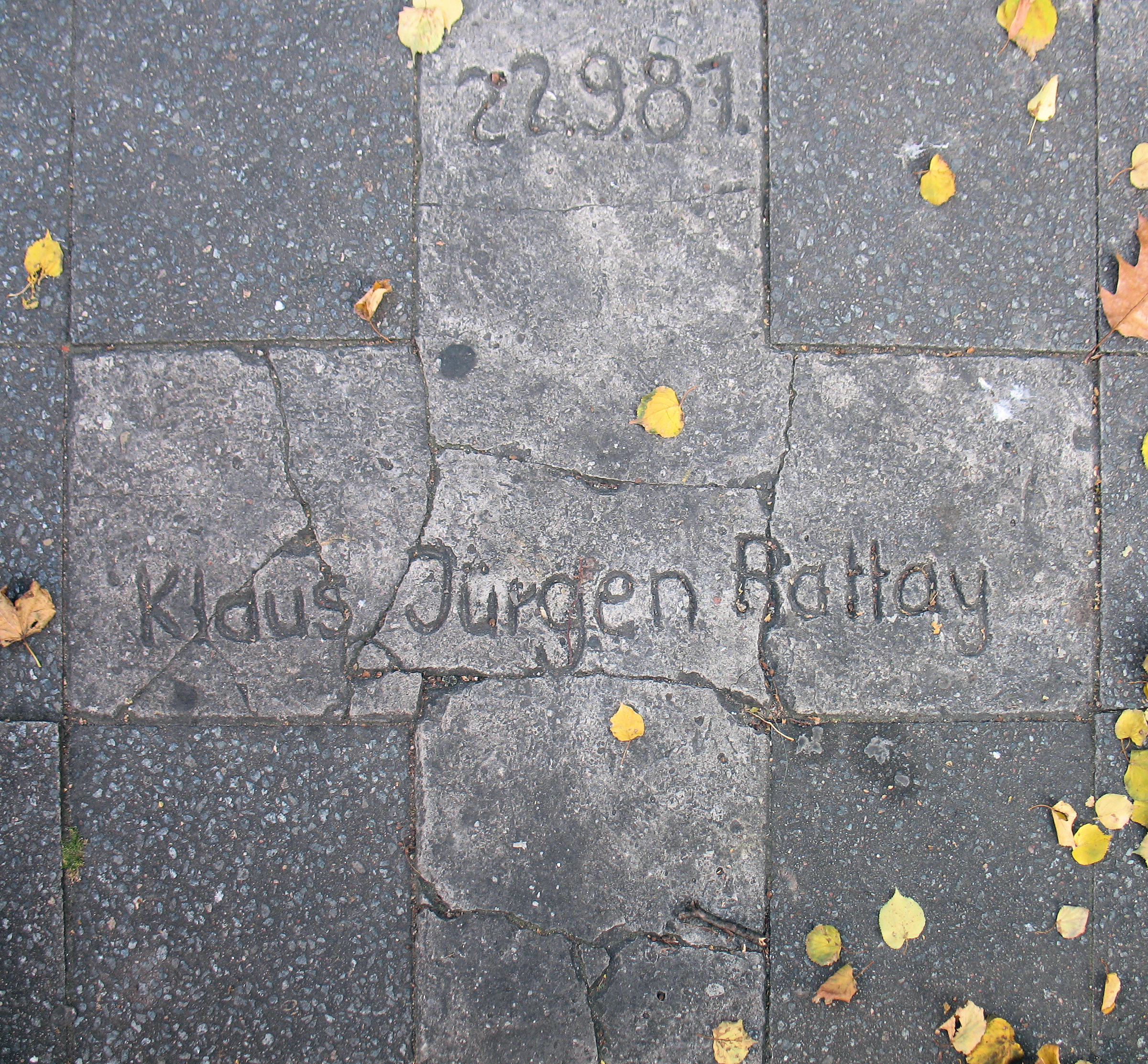
Ehemalige Gedenkstelle vor dem Haus Potsdamer Straße 125 in Berlin-Schöneberg. Am 22. September 2021 erneuert

Klaus-Jürgen Rattay (* 6. Dezember 1962 in Kleve am Niederrhein; † 22. September 1981 in West-Berlin) war ein deutscher Hausbesetzer, der im Zusammenhang mit einem von dem damaligen Berliner Innensenator Heinrich Lummer geplanten und durchgeführten Polizeieinsatz zur gleichzeitigen Räumung von acht besetzten Häusern in Berlin ums Leben kam. Der Ablauf des Vorfalls blieb wegen eines umstrittenen Ausschlusses von Augenzeugen in Frage gestellt.
Das Ereignis führte zu einer erneuten Solidarisierung der in Fraktionen zerfallenden Besetzer-Bewegung und auf Dauer zu größerer Gesprächsbereitschaft und zu einer zunehmenden Verhandlungsbereitschaft unter dem Regierenden Bürgermeister von Berlin, Richard von Weizsäcker.

## Jugend
Nachdem er zuvor eine Berufsausbildung abgebrochen hatte und von zu Hause ausgezogen war, schloss sich Klaus-Jürgen Rattay 1980 der Berliner Hausbesetzerszene an. Zuvor war er drei Monate durch ganz Europa getrampt; nur in Berlin habe er, so in einem ARD-Interview, ein Klima vorgefunden, das ihm zusagte: „Es ist einfach astrein, wie die Leute zusammenleben, Wohngemeinschaften, im besetzten Haus, echt optimal […] weil in Berlin viel mehr los ist, als woanders in Europa, weil ich mich wohler fühle hier, weil da kein Zwang ist.“ Angesichts der bevorstehenden Räumung des Hauses, vor dem das Interview gedreht wurde, gab er an: „Ich hab’ gleichzeitig Angst und ich hab’ gleichzeitig auch Mut zu kämpfen.“

## Tod
Nach der Räumung von acht besetzten Häusern im Rahmen einer groß angelegten Polizeiaktion am 22. September 1981 gab Innensenator Lummer im zuvor geräumten Haus Bülowstraße 89 eine Pressekonferenz. Vor dem Gebäude fanden sich nach und nach ca. 200 Personen ein, die gegen die Anwesenheit des Senators protestierten. Durch einen Polizeieinsatz wurde die Gruppe erst auf die andere Fahrbahn der Bülowstraße verdrängt und anschließend bis auf die Potsdamer Straße vertrieben. Nach allgemeinem Bekunden ruhte dort der Verkehr infolge einer Rotphase, doch wenig später fuhr unter anderem ein Bus der BVG an, erfasste auf der Fahrbahn der Potsdamer Straße unterhalb der Hochbahn den 18-jährigen Klaus-Jürgen Rattay und schleifte ihn unter dem linken Vorderrad zu Tode.

Aufnahme aus dem Super-8-Film in Panorama vom 29. September 1981

Erst vor der Zentrale der Commerzbank wurde der Bus von einer Menschenmenge gestoppt und setzte zurück. Nach heftigen Auseinandersetzungen rund um das Fahrzeug hielt sich die Polizei vom Schauplatz fern, bis ein Rettungswagen der Feuerwehr den leblosen Körper abholte. Danach besetzte die Polizei die Straßenkreuzung und ein Wasserwerfer säuberte bald darauf den Platz. Eine Spurenaufnahme fand nicht statt.
Eine am Nachmittag über die Presseagenturen AP und Reuters verbreitete und erst in der Tagesschau allgemein dementierte Meldung, ein Polizist sei erstochen worden, heizte die Stimmung gefährlich an.
Gegen Abend des 22. September strömten Tausende zum Ort des Geschehens (die Presse schrieb von 10–15.000 Teilnehmern). Nach einer lange schweigsamen Versammlung kam es nach der Umstellung durch die Polizei bis in die frühen Morgenstunden zu weitläufigen Gewalthandlungen.
Der als Ort des Gedenkens eingerichtete Straßenabschnitt wurde in den folgenden Tagen und Nächten immer wieder zum Schauplatz von Auseinandersetzungen und polizeilichen Abräumungen. Am 1. Oktober zog die Mahnwache nach zunehmenden Querelen zur Baugrube in der Potsdamer Straße 130 um. Die geräumten Besetzer der Bülowstraße 89 besetzten am 29. September in der Nähe das Haus Pohlstraße 59, das jedoch bereits am Folgetag von der Polizei wieder geräumt wurde.
In zahlreichen deutschen Städten und auch in Amsterdam kam es zu Solidaritätskundgebungen.
Der Hergang des Vorfalles war sofort – vor allem über die Presse – heftig umstritten. Die Versionen reichten vom Angriff Rattays auf den Bus und dem Selbstverschulden seines Todes (Polizei-Mitteilung) bis zur Darstellung von Zeugen, der Bus sei ohne Rücksicht in die Menschenmenge gefahren. In der Presse wurden auch Fotos gedruckt, die nach Verlautbarung des Leiters des Berliner Staatsschutzes, Manfred Kittlaus, beweisen sollten, dass Rattay mit einem fotografierten Demonstranten identisch sei, der unmittelbar vor der Räumung in der Winterfeldtstraße Barrikaden mit Benzin angezündet habe und ein gefährlicher Gewalttäter gewesen sei. Im offiziellen amtlichen Leichenbegleitschein Rattays findet sich im Feld „Beruf“ gar der Eintrag „berufsmäßiger Chaot“ – ein Sachverhalt, der 1993, 12 Jahre nach den Ereignissen, selbst von Lummer in einem Interview kritisiert wurde.
Die allmählich veröffentlichten weiteren Fotos und der Super-8-Film (ein zweiter folgte später) konnten einige Aspekte des Vorfalles klären – vor allem den, dass der Bus vor dem Zusammenprall nicht angegriffen worden war –, doch gibt es vom exakten Moment des Anstoßes keine Bild-Dokumente.
Die politische Initiative übernahm am 24. September der Regierende Bürgermeister Richard von Weizsäcker, der alle gesellschaftlichen Gruppen zu einem Gespräch „über Wege zum inneren Frieden“ einlud. Die SPD verlangte, dabei auch Besetzer und Vermittler einzubeziehen, was sich als schwierig erwies.
Drei Wochen nach dem Tod Rattays bildete sich eine „unabhängige Untersuchungskommission“, der unter anderen Bundesverfassungsrichter a. D. Martin Hirsch, Professorin Uta Ranke-Heinemann und Pfarrer Jörg Zink angehörten.

## Die Darstellungen in Presse und Literatur

### Presse und Publizistik
Während die Darstellungen der Zeitungen des Axel-Springer-Verlags (B.Z., Bild) unter Berufung auf die erste Polizeimeldung einen Angriff Rattays auf den Bus behauptete

„Nach Darstellung der Polizei war der 18jährige auf die vordere Stoßstange des Busses gesprungen, um eine bereits durch Steinwürfe zerstörte Frontscheibe des Bus-Fahrers weiter einzuschlagen. Dabei rutschte der Demonstrant ab, geriet unter die Vorderräder.“

wurde in die tageszeitung (taz) der Tod mit dem zuvor stattgefundenen Polizeieinsatz vor dem Haus Bülowstraße 89 dargestellt,

„der die Umstehenden auf die Kreuzung Bülowstraße/Potsdamer Straße (trieb), wo sich zu diesem Zeitpunkt der Verkehr dicht staute. [… Der anfahrende] Bus ergriff einen flüchtenden jungen Mann an der vorderen Fahrerseite, gab nach Angaben der Zeugen Vollgas und schleifte den Mann etwa 50 Meter vorn auf der Fahrerseite hängend mit.“

andere Medien, so auch der Öffentlich-rechtliche Rundfunk zitierten verschiedene Varianten:
Der Ermittlungsausschuss im Mehringhof und der Anwalt der Eltern Rattays, Wolfgang Meyer-Franck, suchten Zeugen und vor allem „Spurenfotos“. Dabei konnte nachgewiesen werden, dass noch auf der südlichen Seite der Hochbahnbrücke zum Kleistpark hin kein Angriff auf den Bus erfolgte. Der Zusammenprall konnte erst unter der Brücke geschehen sein. Der Stern, der zum Antrag auf die Wiederaufnahme des Verfahrens im Februar 1982 einen Bildbeitrag brachte, zitierte einen ihm glaubwürdig erscheinenden Zeugen:

„Während Rattay einige Sekunden auf der Fahrbahn stand, um nach den nachrückenden Polizisten zu sehen, fuhr ein BVG-Bus mit Vollgas direkt auf den deutlich sichtbaren Mann zu. Der bemerkte noch kurz vor dem Aufprall den Bus, drehte sich zu ihm hin und hob abwehrend die Hände. Der Bus traf Rattay mit der linken Seite frontal. Die Scheibe zersplitterte.“

1997 veröffentlichte Der Tagesspiegel im Vorabdruck einen Auszug aus der Autobiographie des ehemaligen Polizeipräsidenten Klaus Hübner, „Einsatz“, in dem Hübner scharfe Angriffe gegen Verantwortliche im Hintergrund richtete: vor allem die Gewerkschaft Erziehung und Wissenschaft (GEW). Sein Beitrag fand eine Entgegnung per Artikel, in dem nach Meinung des Autors der Schock nach dem Vorfall beide Seiten auf den Weg einer Lösung brachte. Er hielt die GEW im Zusammenhang der Hausbesetzungen für unbedeutend und schloss mit dem Fazit, dass „Die Bewegung der Hausbesetzer im Kampf gegen die ‚Flächensanierung‘ in Teilen West-Berlins das historische Stadtbild gerettet [hat].“

## Die Gerichtsverfahren

Bus mit zerstörter Frontscheibe und Beule nach dem Zusammenprall mit Rattay

## Verständigungsprozess und langfristige Wirkungen

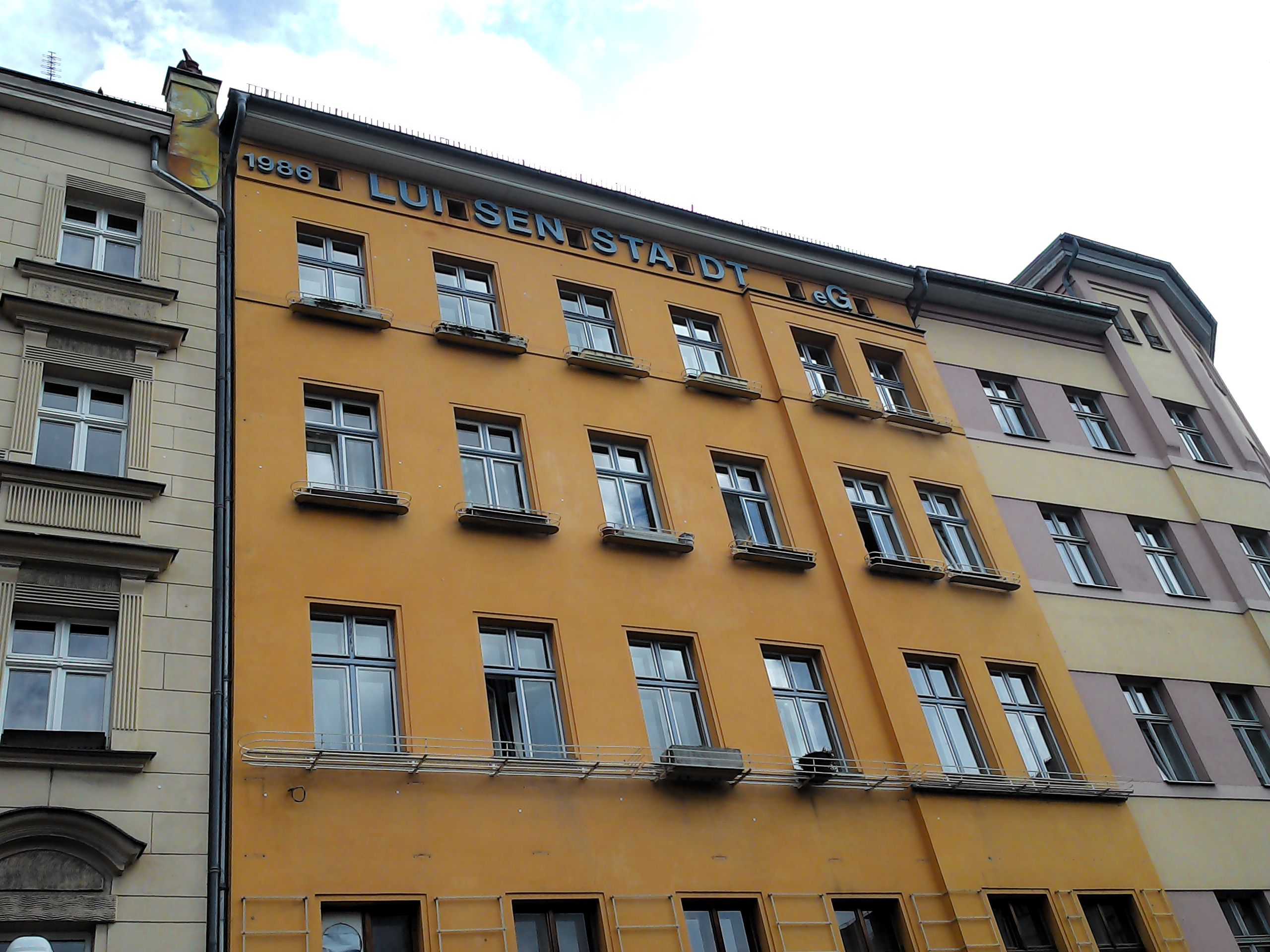
Sitz der Luisenstadt eG am Heinrichsplatz

## Entfernung der Gedenksteine 2017

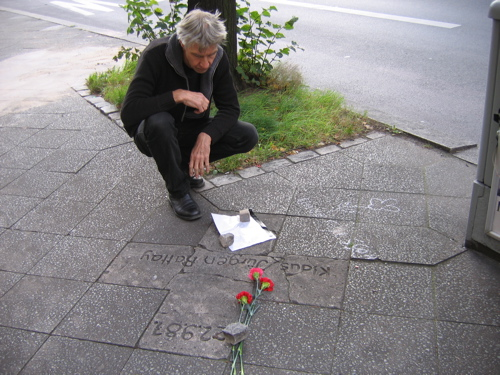
Am Gedenkort für Klaus-Jürgen Rattay am 22. September 2011

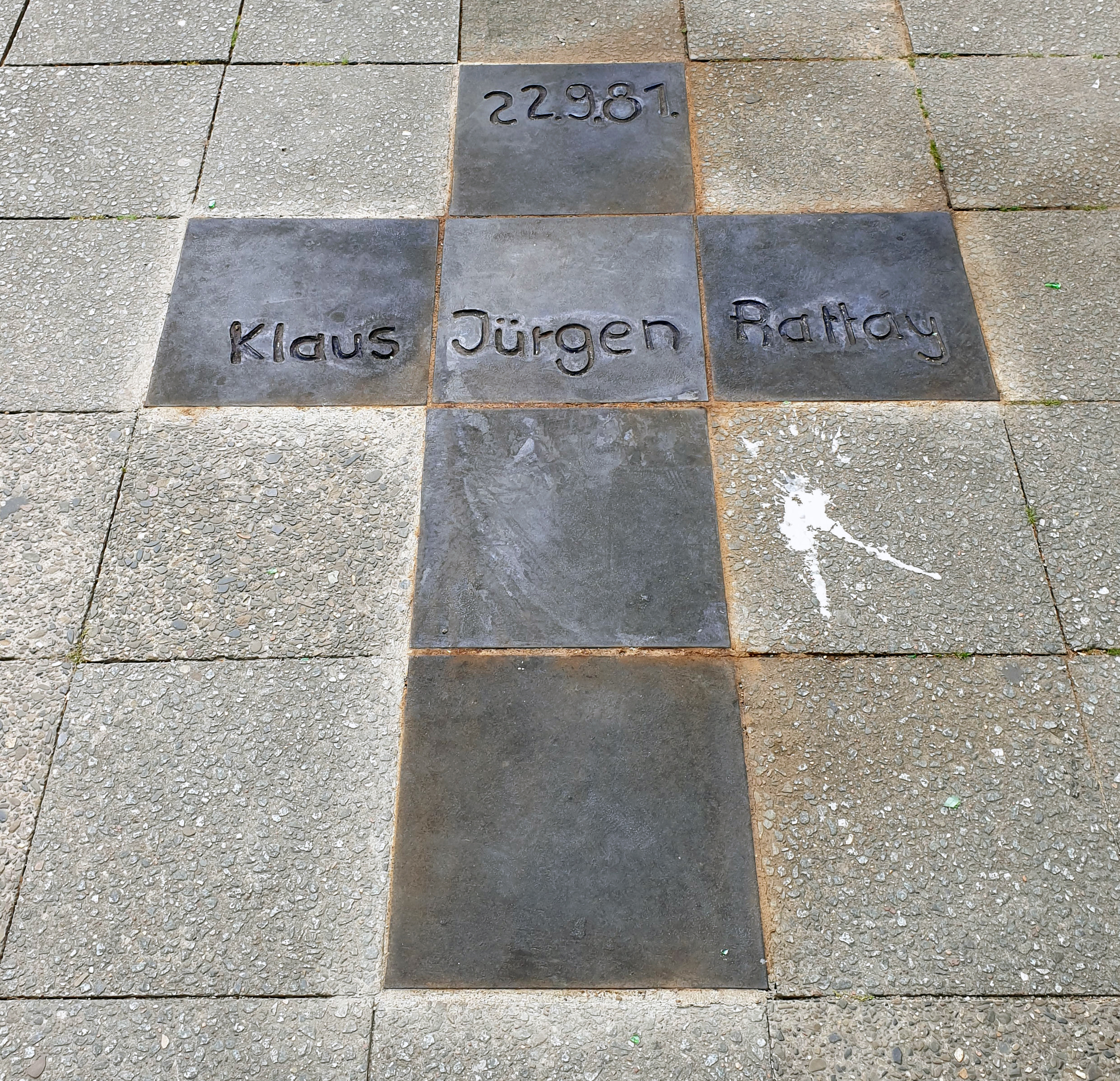
Neuer Gedenkort vom September 2021